# Christianisme au Maroc
Les chrétiens au Maroc constituent environ 0,1 % de la population totale du pays qui est de 34 859 364 en juillet 2009 . La plupart d'entre eux sont catholiques ou protestants, plus rarement évangéliques. Les Chrétiens au Maroc sont majoritairement étrangers (Espagnols, Français, Maltais, et Italiens). 

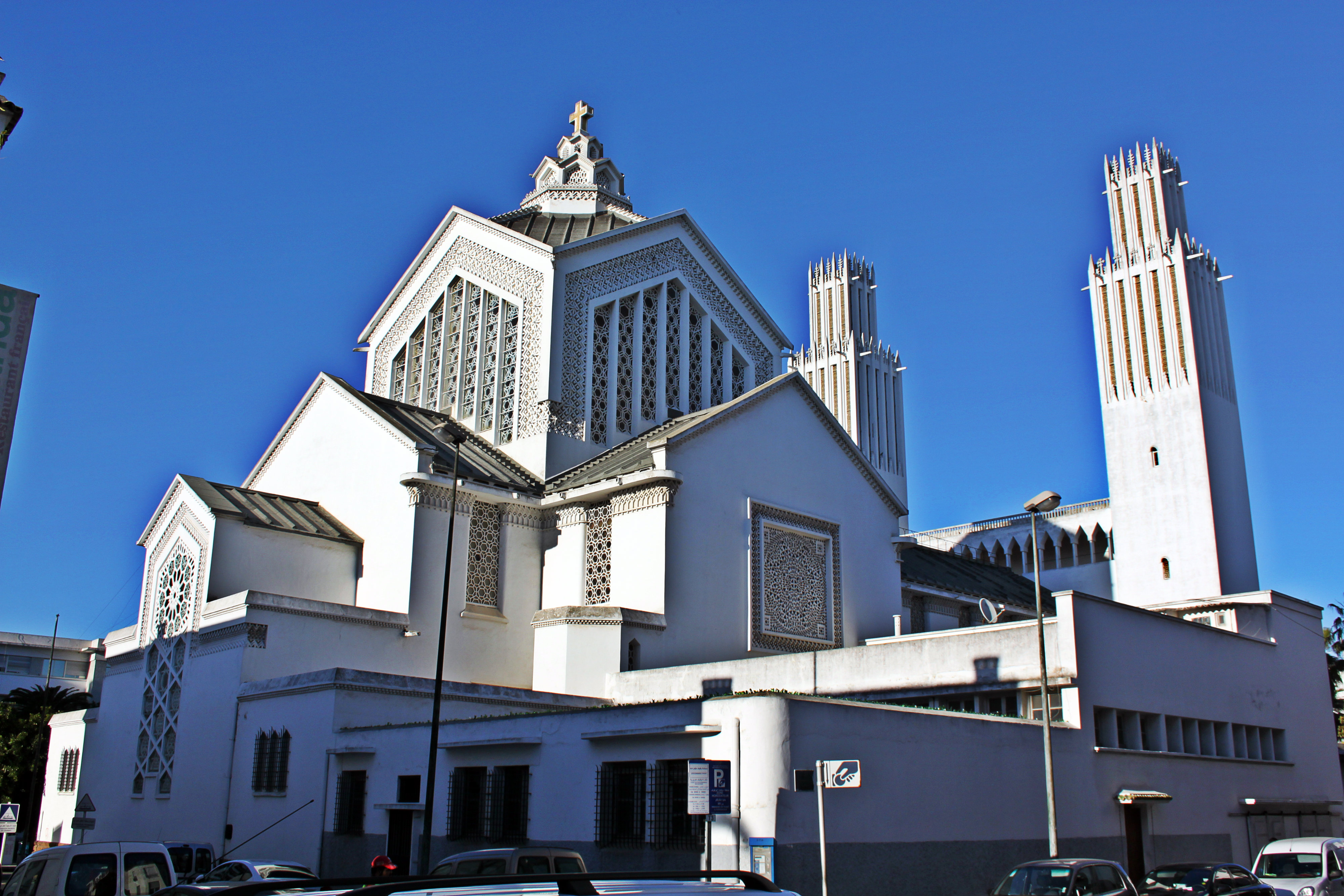
La cathédrale Saint-Pierre de Rabat.

## Caractéristiques problématiques
L'Article 3 de la Constitution marocaine « garantit à tous le libre exercice des cultes » , mais le code pénal marocain interdit les conversions à d'autres religions que l'islam. Les conversions de musulmans au christianisme (soit de prosélytisme ou d'apostasie) étaient le plus souvent effectuées en période coloniale car les lois contre de telles conversions n'existaient pas encore.
Selon l'article 220 du Code pénal marocain, quiconque utilise des moyens incitant à « ébranler la foi d'un musulman ou de le convertir à une autre religion » encourt une peine d'emprisonnement de 3 à 6 mois et d'une amende de 10 € à 53 € (115 à 575 dirhams). Toute incitation à la conversion d'un musulman est illégale : prosélytisme non-musulman, apostasie dans l'islam.

## Histoire

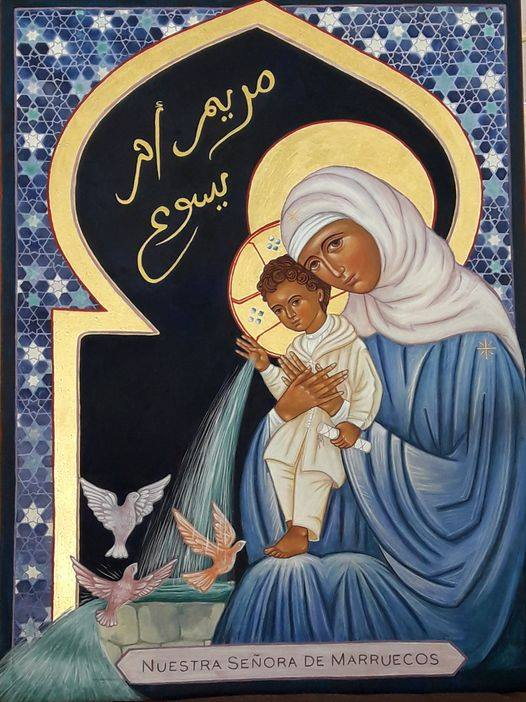
Icône de Notre-Dame du Maroc, Carmes Déchaux de Tanger.

Le christianisme au Maghreb apparaît à l'époque romaine (commerce, administration, armée) : liste de saints chrétiens d'Afrique du Nord, littérature latine d'Afrique romaine.
Il est au Maroc surtout pratiqué par les Berbères chrétiens.
Après la conquête arabo-musulmane de la fin du VIIe siècle, il met environ quatre siècles pour quasiment disparaître.
Selon la tradition, les martyres de Marcel le Centurion (Saint Marcel) et de Cassien de Tingis se sont déroulés en 298 à Tingis (Tanger). 
Depuis la réforme de l'empereur romain Dioclétien, des structures gouvernementales en 296, la Tétrarchie, la Maurétanie tingitane devient une partie du diocèse des Hispaniae (littéralement des Espagnes) et par conséquent, entrant dans la préfecture du prétoire des Gaules (la Maurétanie césarienne étant dans le diocèse d'Afrique, dans l'autre préfecture prétorienne au sein de l'empire d'Occident), et le reste jusqu'à sa conquête par les Vandales. Lucilius Constance est enregistré en tant que gouverneur (praeses) dans le milieu à la fin du IVe siècle.
Les Franciscains martyrs du Maroc (1220), pour avoir tenté d'évangéliser des populations, canonisés en 1481, sont honorés à l'Église des Saints-Martyrs de Marrakech.
La tumultueuse histoire du Maroc passe par la conquête musulmane de l'Hispanie (711-726), Al-Andalus (711-1492) et le choc en retour de la Reconquista, suivi de l'expulsion des Juifs d'Espagne (1492), l'expulsion des Juifs et des Musulmans du Portugal (1496), l'expulsion des morisques d'Espagne (1609).
L'époque moderne commence par le Maroc portugais (1415-1769), les conflits maroco-ottomans (1549-1795), les enclaves espagnoles de Ceuta et Melilla.
Pendant la campagne de pacification du Maroc (1907-1934) et le domination espagnole et française (protectorat français au Maroc et protectorat espagnol au Maroc (1912-1956)), de nombreuses églises sont construites pour gérer le nombre croissant de chrétiens (Européens immigrés, musulmans marocains convertis), jusqu'à environ 500 000 chrétiens dans les années 1950 (environ 4,5 % de la population totale). La plupart sont alors retournés dans leur pays d'origine et/ou dans leur religion d'origine.
Dans les années 2020, la communauté chrétienne expatriée (catholique et protestante) se compose de 40 000 membres pratiquants, tandis que les estimations de chrétiens résidant dans le pays à un moment donné vont jusqu'à 43 000. La plupart des chrétiens vivent dans les zones urbaines de Casablanca et de Rabat.
L'islam est religion d'État au Maroc et si la Loi ne punit pas explicitement le renoncement à l'islam, les convertis risquent jusqu'à trois ans de prison pour prosélytisme. Si en 2019 la répression est jugée plus faible que par le passé, la pression sociale rend périlleuse la révélation de la foi chrétienne. L'absence de reconnaissance de la conversion renforce paradoxalement l'action de missionnaires fondamentalistes protestants aux agissements plus obscurs,.

## Catholicisme
Il y aurait en 2020 environ 20 000 catholiques au Maroc, la plupart d'entre eux sont des expatriés européens, avec une grande majorité de Français et d'Espagnols, le deuxième groupe se compose d'immigrants subsahariens, notamment des étudiants. Le nombre de croyants catholiques progresse, mais pas aussi fortement que les protestants évangéliques.
L'archidiocèse de Rabat (1955) gère 22 000 fidèles, contre 310 000 en 1950.
L'archidiocèse de Tanger (1956), héritier du "Diocèse du Maroc" (1469), préfecture apostolique (1630), vicariat apostolique (1908), a la charge d'environ 2 500 fidèles, contre 113 000 en 1950.

## Protestantisme
Le 27 mars 2010, selon le magazine marocain Tel Quel, des milliers de Marocains se seraient convertis au christianisme. Soulignant l'absence de données officielles, Service de presse Common Ground, cite des sources non spécifiées qui a déclaré que près de 5 000 Marocains étaient devenus chrétiens entre 2005 et 2010.  
Selon différentes estimations, il y aurait environ 25 000-45 000 chrétiens marocains, berbères ou arabes, convertis de l'islam au christianisme.  
Une émission de télévision populaire menée par le frère Rachid, musulman converti au christianisme, a conduit de nombreux anciens musulmans en Afrique du Nord et au Moyen-Orient à se convertir au christianisme. Ses différents programmes, sur le mode des télévangélistes américains, ont été crédités comme ayant participé à la conversion de plus de 150 000 anciens musulmans au christianisme au Maroc.
- Assemblées de Dieu
- Convention baptiste
- Église Emmanuelle
- Église évangélique au Maroc
- Frères larges
- Mission du monde arabe
- Église adventiste du septième jour
- Union évangélique missionnaire

Patricia Saint-John (1919-1993), britannique, a passé une grande partie de sa vie au Maroc, en tant qu'infirmière "missionnaire", le temps d'écrire de nombreux récits et une autobiographie.
Frère Rachid (1971-), musulman converti, est un télévangéliste marocain sur une chaîne télévisée au Moyen-Orient, qui revendique un assouplissement du droit de religion au Maroc.

## Orthodoxie

### L'église orthodoxe russe à Rabat
L'orthodoxie est représentée par trois églises orthodoxes au Maroc. Une église orthodoxe grecque à Casablanca et une église orthodoxe russe à Rabat et à Casablanca.
En 2020, une nouvelle paroisse de Marocains orthodoxes, encore sans église, attire un nombre croissant de croyants. Frère Athanasios et le Frère Elia sont deux des serviteurs de cette paroisse.
- Église de la Résurrection-du-Christ de Rabat (1927)